# نیکولاس فیدور
نیکولاس فیدور (اسپانیایی: Nicolás Ladislao Fedor‎؛ زادهٔ ۱۹ اوت ۱۹۸۵) که بیشتر با نام میکو شناخته می‌شود، بازیکن فوتبال اهل ونزوئلا است.
از باشگاه‌هایی که در آن بازی کرده‌است می‌توان به باشگاه فوتبال ختافه، باشگاه ورزشی الغرافه، باشگاه فوتبال والنسیا، باشگاه خیمناستیک تاراگونا، باشگاه فوتبال رایو وایکانو، و باشگاه فوتبال سلتیک اشاره کرد.
وی همچنین در تیم ملی فوتبال ونزوئلا بازی کرده‌است.